# James Callis

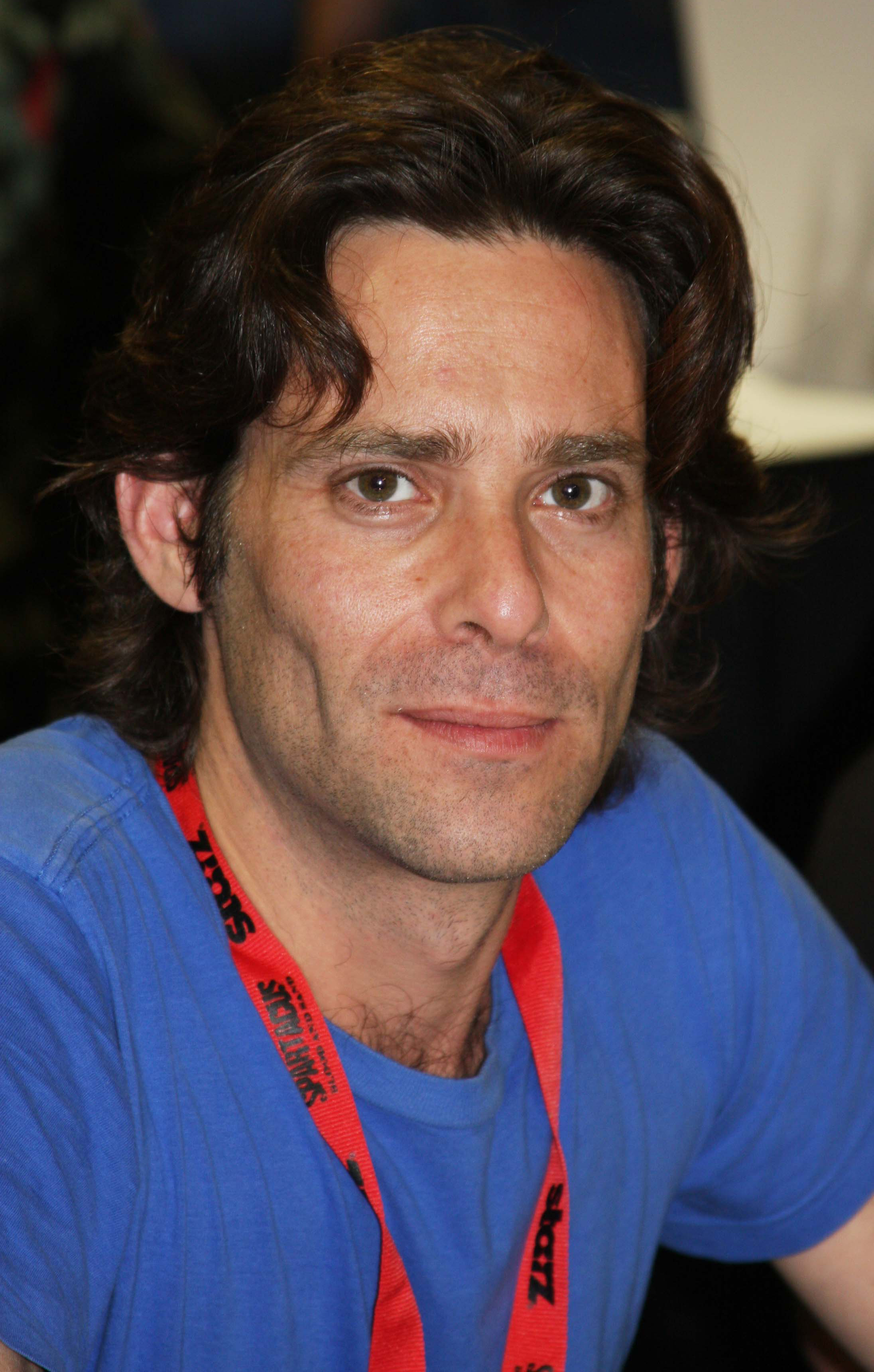
James Callis (2009)

James Nicholas Callis (* 4. Juni 1971 in London, England) ist ein britischer Schauspieler.

## Leben
James Callis stammt aus bürgerlichen Verhältnissen; seine Eltern besitzen eine Frühstückspension in der Baker Street in London, derselben Straße, in der sich auch das Sherlock-Holmes-Museum befindet.
Callis studierte Englisch und Literatur an der University of York und schloss sein Studium 1993 mit einem Bachelor ab. Danach besuchte er die dreijährige Ausbildung an der London Academy of Music and Dramatic Art und graduierte 1996.
Kurz danach bekam Callis die ersten Film- und Fernsehangebote, die sich zunächst auf England beschränkten. Doch ab 2000, als er eine Nebenrolle in Arabian Nights – Abenteuer aus 1001 Nacht erhielt, folgten auch Filmangebote aus den Vereinigten Staaten. Callis wirkte in 73 Episoden von Battlestar Galactica mit, wofür er 2005 mit dem Saturn Award ausgezeichnet wurde.
Im Jahr 2010 spielte er in den Serien Eureka – Die geheime Stadt und FlashForward mit.
Callis ist verheiratet und hat drei Kinder.

## Filmografie (Auswahl)
- 2000: Arabian Nights – Abenteuer aus 1001 Nacht (Arabian Nights)
- 2000: Jason und der Kampf um das Goldene Vlies (Jason and the Argonauts)
- 2001: Victoria & Albert
- 2001: Bridget Jones – Schokolade zum Frühstück (Bridget Jones’s Diary)
- 2002: Relic Hunter – Die Schatzjägerin (Relic Hunter, Fernsehserie, Folge 3x18)
- 2003: Helena von Troja (Helen of Troy)
- 2004–2009: Battlestar Galactica (Fernsehserie)
- 2004: Bridget Jones – Am Rande des Wahnsinns (Bridget Jones: The Edge of Reason)
- 2006: Eine Nacht mit dem König (One Night with the King)
- 2009: Numbers – Die Logik des Verbrechens (Numb3rs, Fernsehserie, Folge 5x23)
- 2009: Merlin und das Schwert Excalibur (Merlin and the Book of Beasts, Fernsehfilm)
- 2010: FlashForward (Fernsehserie, 4 Folgen)
- 2010, 2012: Eureka – Die geheime Stadt (Eureka, Fernsehserie, 10 Folgen)
- 2011: Merlin – Die neuen Abenteuer (Merlin, Fernsehserie, Folge 4x04)
- 2012: Inspector Barnaby (Midsomer Murders, Fernsehserie, Folge 15x01)
- 2013: Arrow (Fernsehserie, Folge 1x15)
- 2013–2014: CSI: Vegas (CSI: Crime Scene Investigation, Fernsehserie, 3 Folgen)
- 2013: Austenland
- 2014, 2016: Die Musketiere (The Musketeers, Fernsehserie, 2 Folgen)
- 2015: Gallipoli (Fernsehserie, 7 Folgen)
- 2016: Bridget Jones’ Baby (Bridget Jones’s Baby)
- 2017–2018: 12 Monkeys (Fernsehserie, 5 Folgen)
- 2017–2021: Castlevania (Fernsehserie, 25 Folgen, Stimme)
- 2019–2022: Blood & Treasure – Kleopatras Fluch (Blood & Treasure, Fernsehserie, 18 Folgen)
- 2022: Star Trek: Picard (Fernsehserie, 2 Folgen)
- 2024: Slow Horses – Ein Fall für Jackson Lamb (Slow Horses) (Fernsehserie, 4 Folgen)
- 2025: Bridget Jones – Verrückt nach ihm (Bridget Jones: Mad About the Boy)